# Beovizija 2020
A 2020-as Beovizija egy szerb zenei verseny volt, melynek keretén belül a közönség és a zsűri kiválasztotta, hogy ki képviselje Szerbiát a 2020-as Eurovíziós Dalfesztiválon, Rotterdamban. A 2020-as Beovizija volt a hatodik szerb nemzeti döntő ezen a néven.
Az élő műsorsorozatba ezúttal 24 dal versenyzett az Eurovíziós Dalfesztiválra való kijutásért. A sorozat ismét háromfordulós volt; a két elődöntőt február 28-án és 29-én, és egy döntőt, március 1-jén rendeztek. Az adások alatt a közönség és a zsűri döntött a végeredményt illetően.
A verseny győztese a Hurricane lett, akik Hasta la vista (magyarul: Viszlát) című dalával képviselik az országot Rotterdamban.

## A résztvevők
Az RTS 2019. augusztus 30-án jelentette be, hogy ismét lehet jelentkezni a szerb döntőbe. A dalok beküldésének határideje november 15. volt. Összesen 90 pályamű érkezett, amelyből a szakmai zsűrinek kellett kiválasztani a versenybe jutott dalokat. Az előadókat a műsorsugárzó 2020. január 9-én jelentette be, míg a dalokat február 6-án tette közzé.
| Előadó                              | Dal                | Nyelv                 | Szerző(k)                                                                       |
| ----------------------------------- | ------------------ | --------------------- | ------------------------------------------------------------------------------- |
| Aleksa Vučković                     | Samo mi kaži       | szerb                 | Aleksa Vučković, Dimitrije Borčanin                                             |
| Ana Milenković                      | Tajna              | szerb                 | Dušan Bačić                                                                     |
| Andrija Jo                          | Oči meduze         | szerb                 | Jimmy Jansson, Laurel Barker, Palle Hammarlund                                  |
| Bane Mojićević                      | Svet sa Prokletija | szerb                 | Mirko Šenkovski Geronimo                                                        |
| Biljana Đurđević                    | Raj                | szerb                 | Tina Amvon                                                                      |
| Bojana Mašković                     | Kao muzika         | szerb                 | Bojana Mašković, Goran Kovačić                                                  |
| Bora Dugić és Balkubano             | Svadba velika      | szerb                 | Danijel Đurić, Nikola Burovac                                                   |
| EJO                                 | Trag               | szerb                 | Stevan Milijanović                                                              |
| Hurricane                           | Hasta la vista     | angol, szerb, spanyol | Nemanja Antonić, Sanja Vučić                                                    |
| Igor Simić                          | Ples za rastanak   | szerb                 | Daniel Kajmakoski, Matej Đajkovski, Vladimir Danilović                          |
| Ivana Jordan                        | Vila               | szerb                 | Ivana Jordan                                                                    |
| Ivan Kurtić ft. Geapsy Train        | Sabajle            | szerb                 | Miloš Roganović, Nikola Burovac                                                 |
| Karizma                             | Ona me zna         | szerb                 | Dušan Janićijević, Dejan Jelisavčić                                             |
| Lazar Živanović                     | Puklo je nebo      | szerb                 | Adis Eminić, Michael James Day                                                  |
| Naiva                               | Baš baš            | szerb                 | Jelena Zana, Žika Zana                                                          |
| Neda Ukraden                        | Bomba              | szerb                 | Dušan Bačić, Dejan Nikolić                                                      |
| Nenad Ćeranić                       | Veruj u sebe       | szerb                 | Alek Aleksov, Nenad Ćeranić                                                     |
| Marko Marković                      | Kolači             | szerb                 | Leontina Vukomanović, Marko Marković, Nemanja Filipović, Vladimir Graić         |
| Milan Bujaković ft. Olivera Popović | Niti               | szerb                 | Luka Racić, Milan Bjelica, Petar Pupić                                          |
| Milica Mišić                        | Kiša               | szerb                 | Sashka Janx                                                                     |
| Rocher etno bend                    | Samo ti umeš to    | szerb                 | Rastko Aksentijević                                                             |
| Sanja Bogosavljević                 | Ne puštam          | szerb                 | Kristina Kovač, Sanja Bogosavljević                                             |
| Srđan Lazić                         | Duša i telo        | szerb                 | Dejan Ivanović, Srđan Lazić                                                     |
| Thea Devy                           | Sudnji dan         | szerb                 | Aleksandra Lazarević Spirić, Beth Morris, Dom Scott, Pele Loriano, Petar Spirić |

## Első elődöntő
Az első elődöntőt február 28-án rendezte a RTS tizenkét előadó részvételével Belgrádban, az műsorsugárzó 8-as stúdiójában. A végeredményt a zsűri és a nézők szavazatai alakították ki, akik mindössze hat előadót juttattak tovább a döntőbe. A műsor során extra produkciót adott elő a Balkanika, Nevena Božović és Tijana Todevska-Dapčević.
| #  | Előadó                     | Dal              | Nézők      | Nézők | Zsűri | Összesen | Eredmény       |
| #  | Előadó                     | Dal              | Szavazatok | Pont  | Zsűri | Összesen | Eredmény       |
| -- | -------------------------- | ---------------- | ---------- | ----- | ----- | -------- | -------------- |
| 01 | EJO                        | Trag             | 1569       | 6     | 3     | 9        | Továbbjutottak |
| 02 | Milica Mišić               | Kiša             | 1325       | 4     | 5     | 9        | Kiesett        |
| 03 | Ivan Kurtić & Mistik Cello | Sabajle          | 1147       | 2     | 1     | 3        | Kiestek        |
| 04 | Thea Devy                  | Sudnji dan       | 1541       | 5     | 8     | 13       | Továbbjutott   |
| 05 | Karizma                    | Ona me zna       | 963        | 0     | 0     | 0        | Kiesett        |
| 06 | Andrija Jo                 | Oči meduze       | 5611       | 12    | 4     | 16       | Továbbjutott   |
| 07 | Sanja Bogosavljević        | Ne puštam        | 940        | 0     | 7     | 7        | Kiesett        |
| 08 | Marko Marković             | Kolači           | 3066       | 10    | 10    | 20       | Továbbjutott   |
| 09 | Srđan Lazić                | Duša i telo      | 1217       | 3     | 2     | 5        | Kiesett        |
| 10 | Neda Ukraden               | Bomba            | 1848       | 7     | 6     | 13       | Továbbjutott   |
| 11 | Bilja & Amvon duo          | Raj              | 999        | 1     | 0     | 1        | Kiestek        |
| 12 | Igor Simić                 | Ples za rastanak | 2939       | 8     | 12    | 20       | Továbbjutott   |

## Második elődöntő
A második elődöntőt február 29-én rendezte a RTS tizenkét előadó részvételével Belgrádban, az műsorsugárzó 8-as stúdiójában. A végeredményt a zsűri és a nézők szavazatai alakították ki, akik mindössze hat előadót juttattak tovább a döntőbe. A műsor során extra produkciót adott elő Maya Sar, Milan Stanković és Tijana Bogićević.
| #  | Előadó                            | Dal                | Nézők      | Nézők | Zsűri | Összesen | Eredmény       |
| #  | Előadó                            | Dal                | Szavazatok | Pont  | Zsűri | Összesen | Eredmény       |
| -- | --------------------------------- | ------------------ | ---------- | ----- | ----- | -------- | -------------- |
| 01 | LIFT                              | Samo mi kaži       | 3116       | 10    | 6     | 16       | Továbbjutottak |
| 02 | Bane Mojićević                    | Cvet sa Prokletija | 2359       | 7     | 3     | 10       | Továbbjutott   |
| 03 | Balkubano                         | Svadba velika      | 949        | 1     | 0     | 1        | Kiestek        |
| 04 | Bojana Mašković                   | Kao muzika         | 1932       | 4     | 2     | 6        | Kiesett        |
| 05 | Naiva                             | Baš, baš           | 2255       | 6     | 8     | 14       | Továbbjutott   |
| 06 | Rocher Etno Band                  | Samo ti umeš to    | 1154       | 3     | 0     | 3        | Kiestek        |
| 07 | Lazar Živanović                   | Puklo je nebo      | 787        | 0     | 1     | 1        | Kiesett        |
| 08 | Ivana Jordan                      | Vila               | 866        | 0     | 7     | 7        | Kiesett        |
| 09 | Nenad Ćeranić                     | Veruj u sebe       | 1017       | 2     | 4     | 6        | Kiesett        |
| 10 | Hurricane                         | Hasta la vista     | 7230       | 12    | 12    | 24       | Továbbjutottak |
| 11 | Ana Milenković                    | Tajna              | 2545       | 8     | 5     | 13       | Továbbjutott   |
| 12 | Milan Bujaković & Olivera Popović | Niti               | 2246       | 5     | 10    | 15       | Továbbjutottak |

## Döntő
A döntőt március 1-jén rendezi a RTS tizenkét előadó részvételével Belgrádban, az műsorsugárzó 8-as stúdiójában. A végeredményt a zsűri és a nézők szavazatai alakítják ki. A műsor során extra produkciót adott elő Hari Mata Hari és Marija Šerifović.
| #  | Előadó                            | Dal                | Nézők      | Nézők | Zsűri | Összesen | Eredmény |
| #  | Előadó                            | Dal                | Szavazatok | Pont  | Zsűri | Összesen | Eredmény |
| -- | --------------------------------- | ------------------ | ---------- | ----- | ----- | -------- | -------- |
| 01 | Milan Bujaković & Olivera Popović | Niti               | 2544       | 1     | 5     | 6        | 9.       |
| 02 | Hurricane                         | Hasta la vista     | 19781      | 12    | 12    | 24       | 1.       |
| 03 | Neda Ukraden                      | Bomba              | 2965       | 2     | 7     | 9        | 7.       |
| 04 | Andrija Jo                        | Oči meduze         | 13582      | 10    | 1     | 11       | 4.       |
| 05 | Igor Simić                        | Ples za rastanak   | 3923       | 4     | 10    | 14       | 3.       |
| 06 | Thea Devy                         | Sudnji dan         | 2153       | 0     | 4     | 4        | 10.      |
| 07 | EJO                               | Trag               | 2070       | 0     | 0     | 0        | 12.      |
| 08 | LIFT                              | Samo mi kaži       | 3454       | 3     | 0     | 3        | 11.      |
| 09 | Ana Milenković                    | Tajna              | 5710       | 8     | 3     | 11       | 5.       |
| 10 | Naiva                             | Baš, baš           | 4825       | 7     | 8     | 15       | 2.       |
| 11 | Marko Marković                    | Kolači             | 4506       | 5     | 6     | 11       | 6.       |
| 12 | Bane Mojićević                    | Cvet sa Prokletija | 4650       | 6     | 2     | 8        | 8.       |

## Az Eurovíziós Dalfesztiválon
Szerbiának 2020-ban is részt kell vennie az elődöntőben. 2020. január 28-án osztották fel a résztvevő országokat az elődöntőkbe, a szerb előadó a második elődöntő első felében léphet a színpadra.